# Senik, Sveti Tomaž
Senik este o localitate din comuna Sveti Tomaž, Slovenia, cu o populație de 85 de locuitori.